# Maria Eichhorn (Politikerin)
Maria Eichhorn geb. Hetzenegger (* 11. September 1948 in Piesenkofen) ist eine deutsche Politikerin (CSU).
Sie war von 2006 bis 2009 Drogenbeauftragte der CDU/CSU-Bundestagsfraktion.

## Leben und Beruf
Nach der Volksschule machte Maria Eichhorn zunächst eine Lehre zur ländlichen Hauswirtschaftsgehilfin und anschließend von 1967 bis 1969 eine Lehre zur Bankkauffrau. In dieser Zeit besuchte sie auch die Berufsaufbauschule und absolvierte danach ein Studium der Betriebswirtschaft an der Fachhochschule Regensburg, welches sie 1973 als Diplom-Betriebswirtin (FH) beendete. Sie war dann ein Jahr als Fachlehrerin tätig und begann 1974 ein Studium der Wirtschaftspädagogik an der Friedrich-Alexander-Universität Erlangen-Nürnberg, das sie 1977 als Diplom-Handelslehrerin abschloss. Von 1980 bis 1990 war sie als Lehrerin an der Kaufmännischen Berufsschule in Regensburg tätig.
Maria Eichhorn ist verheiratet und hat zwei Kinder.

## Partei
Maria Eichhorn trat 1967 in die Junge Union und 1969 auch in die CSU ein. Von 1992 bis 2005 war sie Mitglied im CSU-Parteivorstand und von 1995 bis 2005 Landesvorsitzende der Frauen-Union der Christsozialen. Seit 1987 ist sie stellvertretende Vorsitzende des CSU-Kreisverbandes Regensburg.

## Abgeordnete
Maria Eichhorn gehört seit 1972 dem Kreistag des Landkreises Regensburg an.
Seit 1990 war sie Mitglied des Deutschen Bundestages. Sie war hier von 1994 bis 2005 Vorsitzende der Fraktionsarbeitsgruppe Familie, Senioren, Frauen und Jugend und seit 2006 Drogenbeauftragte der CDU/CSU-Bundestagsfraktion.
Maria Eichhorn ist 2002 und 2005 als direkt gewählte Abgeordnete des Wahlkreises Regensburg und davor stets über die Landesliste Bayern in den Bundestag eingezogen. Bei der Bundestagswahl 2005 erreichte sie im Wahlkreis Regensburg 53,0 % der Erststimmen.
2009 trat Maria Eichhorn nicht mehr für ein Mandat im Deutschen Bundestag und schied somit aus. Ihr Nachfolger als Wahlkreisabgeordneter ist der CSU-Politiker Peter Aumer.

## Öffentliche Ämter
Von 1990 bis 2002 war Maria Eichhorn stellvertretende Landrätin des Landkreises Regensburg.
Eichhorn ist Mitglied im Zentralkomitee der deutschen Katholiken (ZdK) und bayrische Landesvorsitzende von donum vitae.
Der "Kulturverein Regensburger Domspatzen", dessen Vorsitzende sie ebenfalls war, löste sich im Januar 2015 auf, da das Bistum den Domspatzen schon Jahre zuvor die Annahme von Geldern dieses Vereins untersagt hatte. Der Grund hierfür war, dass nach Ansicht des Bistums Eichhorns Tätigkeit für Donum Vitae nicht mit ihrem Vorsitz im Förderverein vereinbar gewesen sei.